# Oļegs Timofejevs
Oļegs Timofejevs (ur. 28 listopada 1988 roku w Dyneburgu, ZSSR) – łotewski piłkarz, grający na pozycji prawego obrońcy.

## Kariera piłkarska

### Kariera klubowa
Jest wychowankiem drużyny Daugava Daugavpils. 1 stycznia 2009 roku został wypożyczony do lokalnego rywala – klubu FK Dinaburg, który ówcześnie występował w Virslīdze. W sezonie 2009 jego zespół zgromadził 49 punktów i z takim dorobkiem zająłby 4. miejsce. Jednak 5 października 2009 roku Łotewska Federacja Piłkarska zadecydowała o wykluczeniu FK Dinaburg z Virslīgi w związku ze skandalem dotyczącym zamieszania prezesa klubu i trenera drużyny w ustawianie wyników meczów. Ostatecznie kluby Daugava Daugavpils i FK Dinaburg połączyły się i od nowego sezonu drużyna występowała pod tą pierwszą nazwą. W wyniku powiększenia ligi z 8 do 10 ekip zespół Daugava Daugavpils (9. drużyna drugiego poziomu rozgrywek) dostał propozycję zajęcia dodatkowego miejsca, którą to ofertę ten klub przyjął. W sezonie 2010 uplasował się z drużyną na 4. pozycji. W następnym sezonie jego zespół zajął 3. lokatę. Dzięki temu mógł wziąć udział w I rundzie kwalifikacyjnej Ligi Europy.
1 stycznia 2012 roku przeszedł do klubu FK Ventspils. W sezonie 2012 zakończył rozgrywki z tym zespołem na 3. miejscu. Jego drużyna zdobyła 74 punkty – 4 mniej od pierwszego Daugava Dyneburg, byłego klubu tego piłkarza. Dzięki 3. pozycji mogli wystartować w I rundzie kwalifikacyjnej do Ligi Europy. W następnym sezonie zdobył z ekipą mistrzostwo kraju. Dzięki temu mógł wystąpić w II rundzie kwalifikacyjnej do Ligi Mistrzów. W sezonie 2014 powtórzył z zespołem sukces sprzed roku – FK Ventspils znowu okazał się najlepszym zespołem na Łotwie. Jego drużyna ponownie mogła wziąć udział w II rundzie eliminacyjnej do Ligi Mistrzów. Jego zespół zmierzył się w dwumeczu ze szwedzkim Malmö FF. Pierwsze spotkanie bezbramkowo zremisowali, natomiast w rewanżu przegrali 0–1 i tym samym pożegnali się z tymi rozgrywkami. Oļegs Timofejevs w obu tych meczach zagrał po 90 minut.
Po tym sezonie zawodnik odszedł z tego klubu. 1 lutego 2015 roku podpisał kontrakt ze Skonto Ryga.
Nie ma informacji o tym do kiedy wiąże do umowa z klubem Skonto Ryga.

### Kariera reprezentacyjna
Oļegs Timofejevs wystąpił w czterech meczach reprezentacji Łotwy U-21 oraz w trzech spotkaniach seniorskiej reprezentacji tego kraju.

## Sukcesy i odznaczenia
- Mistrzostwo Łotwy (2 razy): 2013[9], 2014[10]